# 伊尼戈·坎皮奥尼

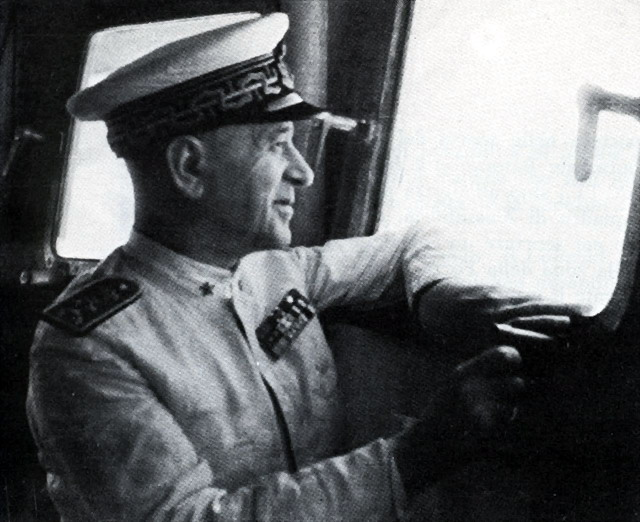
伊尼戈·坎皮奥尼

伊尼戈·坎皮奥尼（義大利語：Inigo Campioni，1878年11月14日—1944年5月24日），意大利海军军官，主要活跃于20世纪上半叶。最高军衔为海军中将。
出生在托斯卡纳大区卢卡省的维亚雷焦。1893年，进入里窝那的意大利海军学院学习，1896年毕业。1898年成为海军少尉，1905年升上尉。曾参加意土战争、第二次意大利埃塞俄比亚战争、第二次世界大战。1939年，当选参议院议员。
他在第二次世界大战的地中海战役中非常活跃，以意大利皇家海军的主力第一舰队司令官的身份，先后指挥过卡拉布里亚战役、塔兰托战役、白色行动等数场海上战斗。此后因为未能阻止英军的护航船队而问罪，解除司令官职务，调回海军总参谋部。他的司令官职务由安杰洛·亚基诺继任。虽被降罪，但由于他在1940年6月至1941年7月之间的战功，被授予萨伏依军事勋章。
1941年7月15日，他被任命为意属爱琴海群岛总督。1943年9月8日意大利向同盟国投降时，他在罗得岛。他拒绝效忠于意大利社会共和国，在十二群岛战役中被德军包围并逮捕，关押在波兰斯科基的集中营里。1944年1月，坎皮奥尼被纳粹德国移交给的意大利社会共和国，墨索里尼将其关押在维罗纳。5月24日，在帕尔马被枪决。